# Петрушка, Фредерик
Фредерик Петрушка (фр. Frédéric Pietruszka, р. 13 мая 1954) — французский фехтовальщик-рапирист, олимпийский чемпион, чемпион мира, трёхкратный чемпион Франции. 

## Биография
Родился в 1954 году. В 1974 году завоевал бронзовую медаль чемпионата мира. На чемпионате мира 1975 года стал обладателем золотой медали. В 1976 году принял участие в Олимпийских играх в Монреале, где стал обладателем бронзовой медали. В 1978 году стал чемпионом Франции, а на чемпионате мира стал обладателем серебряной медали. В 1980 году стал чемпионом Олимпийских игр в Москве. В 1981 году вновь стал чемпионом Франции. На чемпионате мира 1982 года стал обладателем серебряной медали. В 1983 году в третий раз стал чемпионом Франции. В 1984 году принял участие в Олимпийских играх в Лос-Анджелесе, где стал обладателем бронзовой медали.
В 2005—2013 годах возглавлял Федерацию фехтования Франции. В настоящее время является генеральным секретарём Международной федерации фехтования.